# Julia Lennon
Julia Lennon   (Liverpool, 12 de març de 1914 - Liverpool, 15 de juliol de 1958) va ser la mare del músic anglès John Lennon, que va néixer durant el seu matrimoni amb Alfred Lennon. Després de les queixes als serveis socials de Liverpool per part de la seva germana gran, Mimi Smith (de soltera Stanley), va lliurar la cura del seu fill a la seva germana Mimi. Més tard va tenir una filla després d'una aventura amb un soldat gal·lès, però el nadó va ser posat en adopció després de la pressió de la seva família. Després va tenir dues filles, Julia i Jackie, amb John "Bobby" Dykins. Mai es va divorciar del seu marit, i va preferir viure com l'esposa de Dykins durant la resta de la seva vida.
Era coneguda per ser animada i impulsiva, musical i amb un fort sentit de l'humor. Va ensenyar al seu fill a tocar el banjo i l'ukulele. Va mantenir un contacte gairebé diari amb John, i quan era adolescent sovint es passava la nit a casa d'ella i de Dykins. El 15 de juliol de 1958, va ser atropellada i assassinada per un cotxe conduït per un policia fora de servei, prop de la casa de la seva germana al 251 Menlove Avenue. John va quedar traumatitzat per la seva mort i va escriure diverses cançons sobre ella, com "Julia" i "Mother". El biògraf Ian MacDonald va escriure que "va ser, en gran manera... la musa del seu fill".